# حسین معاذ
حسین معاذ (عربی: حسين معاذ؛ زادهٔ ۱ اکتبر ۱۹۸۵) یک ورزشکار اهل عربستان سعودی است.